# Zuzana Stivínová (Schauspielerin, 1940)
Zuzana Stivínová (* 4. Oktober 1940 in Prag) ist eine tschechische Schauspielerin.

## Leben
Zuzana Stivínová  ist die Tochter der Schauspielerin Eva Svobodová. Ihr Bruder ist der Musiker Jiří Stivín. Ihre Nichte ist die gleichnamige Schauspielerin Zuzana Stivínová. Ihr Leinwanddebüt gab sie 1958 mit dem von Ivo Novák inszenierten Liebesdrama Štěňata. Bis zu ihrem Karriereende 1964 war sie in insgesamt 14 Spielfilmen zu sehen, wovon sieben Filme ins Deutsche übersetzt wurden. Ihre Schauspielkarriere endete mit ihrer Emigration nach Frankreich. Dort heiratete sie den Künstler Yasu David und lebt in Paris.

## Filmografie
- 1958: Štěňata
- 1960: Das höhere Prinzip (Vyšší princip)
- 1961: Fackeln (Pochodně)
- 1961: Labyrinth des Herzens (Labyrint srdce)
- 1962: Der kleine Bobesch in der Stadt (Malý Bobeš ve městě)
- 1963: Am Seil (Na laně)
- 1963: Der Gurkenheld (Okurkový hrdina)
- 1963: Ein Schloß für Barbara (Zámek pro Barborku)